# Smelowskia porsildii
Smelowskia porsildii là một loài thực vật có hoa trong họ Cải. Loài này được (W.H. Drury & Rollins) Jurtzev miêu tả khoa học đầu tiên năm 1970.